# Ameglia
Ameglia là một đô thị ở tỉnh La Spezia trong vùng Liguria của Ý, có cự ly khoảng 90 km về phía đông nam của Genova và khoảng 11 km về phía đông nam của La Spezia. Tại thời điểm ngày 31 tháng 12 năm 2004, đô thị này có dân số 4.551 người và diện tích là 14 km².
Đô thị Ameglia có các frazioni (các đơn vị dân cư cấp dưới, chủ yếu là các làng) Bocca di Magra, Fiumaretta, và Montemarcello.
Ameglia giáp các đô thị sau: Lerici, Sarzana.

## Người dân nổi tiếng
- Roberto Pazzi